# (+)-ネオメントールデヒドロゲナーゼ
(+)-ネオメントールデヒドロゲナーゼ((+)-neomenthol dehydrogenase)は、以下の化学反応を触媒する酸化還元酵素である。
(+)-ネオメントール + NADP+ {\displaystyle \rightleftharpoons } (-)-メントン + NADPH + H+
すなわち2つの基質、(+)-ネオメントールとNADP+から、3つの生成物として(-)-メントン、NADPH、H+へと導く。
この酵素は酸化還元酵素に属し、電子供与体としてCH-OH基に特異的に作用し、NADP+もしくはNAD+を電子受容体とする。この酵素は、モノテルペノイドデヒドロゲナーゼ(monoterpenoid dehydrogenase)とも呼ばれる。そしてモノテルペノイドの生合成に関与している。(-)-メントールデヒドロゲナーゼ((-)-menthol dehydrogenase; EC 1.1.1.207)と厳密に同定されていない。基質特異性は低く、他のシクロヘキサノールやシクロヘキセノールも基質として受け入れる。